# Fräschels
Fräschels (fr. Frasses (Lac)) – gmina (fr. commune; niem. Gemeinde) w Szwajcarii, w kantonie Fryburg, w okręgu Lac. 

## Demografia
We Fräschels mieszka 456 osób. W 2020 roku 9,6% populacji gminy stanowiły osoby urodzone poza Szwajcarią.

## Transport
Przez teren gminy przebiega droga główna nr 22. 